# Gedenktafel an die Unterammergauer Ortsbrände 1777 und 1836

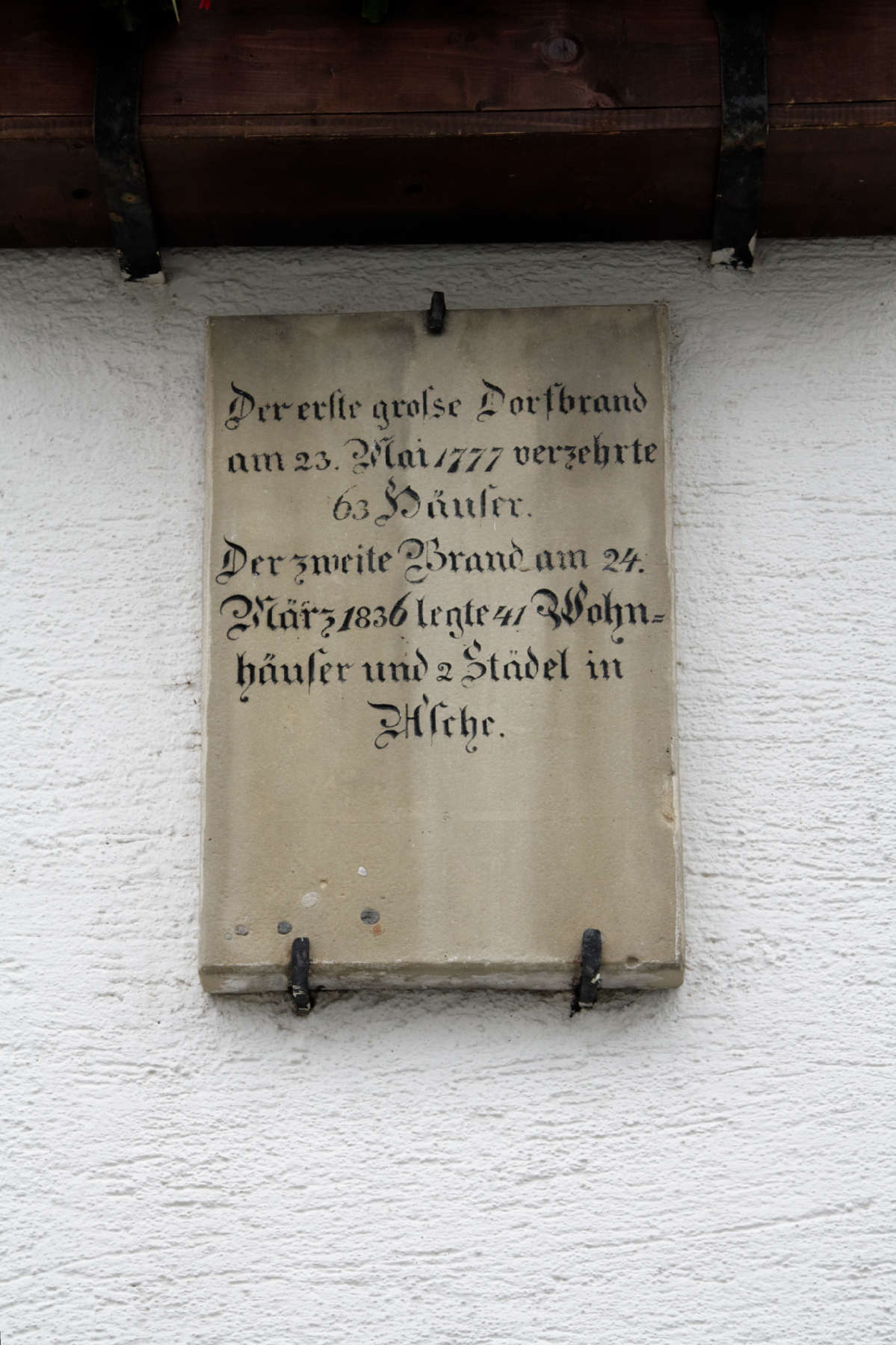
Inschriftentafel

Die Gedenktafel an die Ortsbrände 1777 und 1836 ist eine steinerne Inschriftentafel aus dem 19. Jahrhundert in Unterammergau im Landkreis Garmisch-Partenkirchen. Sie erinnert an die beiden großen Dorfbrände am 23. Mai 1777 und am 24. März 1836.
Die Tafel ist an dem Haus Dorfstraße 2 angebracht und steht unter Denkmalschutz.

## Inschrift
Der erſte groſse Dorfbrand
am 23. Mai 1777 verzehrte
63 Häuſer.
Der zweite Brand am 24.
März 1836 legte 41 Wohn-
häuſer und 2 Städel in
Aſche.